# Eishockeynationalmannschaft von Hongkong der Frauen
Die Eishockeynationalmannschaft von Hongkong der Frauen ist die nationale Eishockey-Auswahlmannschaft Hongkongs im Fraueneishockey. Sie nimmt seit 2014 an Weltmeisterschaften der IIHF teil.

## Geschichte
Die Frauennationalmannschaft Hongkongs gab am 1. Dezember 2007 ihr Debüt, als sie in einem Testspiel in Hongkong gegen die Nationalmannschaft Macaos antrat. Das Spiel konnte sie deutlich mit 13:0 gewinnen. Beim IIHF Challenge Cup of Asia der Division I nahm die Mannschaft erstmals an einem internationalen Turnier aus und war gleichzeitig deren Ausrichter. Durch Siege gegen die ebenfalls erstmals beim IIHF Challenge Cup of Asia antretenden Mannschaften von Singapur (7:1), Thailand (4:0) und Vereinigte Arabische Emirate (9:0) konnte man jeweils deutliche Siege erringen und Hongkong wurde mit 9 Punkten souverän Turniersieger.

## Platzierungen

### Weltmeisterschaften
- 2014 – 4. Platz, Qualifikation zur Division IIB
- 2015 – 2. Platz, Qualifikation zur Division IIB
- 2016 – 2. Platz, Qualifikation zur Division IIB
- 2017 – 5. Platz, Qualifikation zur Division IIB
- 2018 – 4. Platz, Qualifikation zur Division IIB
- 2019 – 4. Platz, Qualifikation zur Division IIB
- 2020 – 6. Platz, Division III
- 2021 – keine Austragung
- 2022 – keine Teilnahme
- 2023 – 1. Platz, Division IIIA (Aufstieg in die Division IIB)
- 2024 – 3. Platz, Division IIB
- 2025 – 5. Platz, Division IIB

### Platzierungen bei denWinter-Asienspielen
- 2017 – 6. Platz

### IIHF Challenge Cup of Asia
- 2014 – 5. Platz (1. Divivion I)
- 2015 – Bronzemedaille